# 庫巴
庫巴（中国大陆旧译，香港旧译），別稱大魔王（日語：大魔王クッパ），是日本遊戲設計師宮本茂設計的一個虛構遊戲人物，首次於《超級瑪利歐兄弟》亮相的瑪利歐系列角色。後演變成取代咚奇剛成為敵人首腦的角色。

## 概述
庫巴是瑪利歐系列中繼大金剛後第二個敵人首腦，為庫巴國的獨裁國王。庫巴居於庫巴城堡中，是瑪利歐最後關卡要解決的最終敵人。庫巴的初期設計為綠色肌膚背部有個刺龜殼，後期則更改為黃色肌膚背部有個多刺龜殼，以及頭上的一對角和一攝紅髮。庫巴是龜族中攻擊力最大、體型最大、能力最高和生命力最強並有著能噴出火焰與火球能力的成員，因此成為龜族之王，治理著庫巴國。《超級瑪利歐兄弟3》的時候位於暗黑之國，後來位於布滿岩漿的火山區的城堡。庫巴在超級瑪利歐系列的遊戲中經常綁架蘑菇王國的碧姬公主並推翻蘑菇王國，但屢屢被瑪利歐或弟弟路易吉打敗。因此庫巴與瑪利歐間有著永遠的宿敵關係。雖然是宿敵，但從《瑪利歐與路易吉RPG2》遊戲劇情中看得出庫巴與瑪利歐、路易吉、碧姬公主四個人其實又算是一同長大的兒時玩伴。
庫巴的個性粗暴且驕傲，經常策劃著推翻磨菇王國的計謀，但隨著系列遊戲劇情的演變，庫巴也逐漸被描述成一名愛惜部下並受尊敬的國王、疼愛孩子的好父親，並非全然惡棍的角色。在1996年發行的《超級瑪利歐RPG》中更首次出現瑪利歐與庫巴攜手合作對抗新反派的劇情，之後隨著類似題材遊戲的繼續推出，庫巴的定位開始慢慢向瑪利歐亦敵亦友的好對手角色靠攏。
擁有個獨生子庫巴Jr.（又稱為庫巴二世）為其繼承人，但庫巴Jr.的母親存在並不詳。庫巴本人是否有妻子與婚姻狀況故事也未交代。雖然數作遊戲中曾有庫巴想和碧姬公主結婚的情節，但經由庫巴Jr.初登場的《超級瑪利歐陽光》遊戲劇情結尾的父子對話，能確定庫巴Jr.的生母並非碧姬公主。《超級瑪利歐兄弟3》說明書寫說庫巴七人眾為庫巴的子女，但在《新 超級瑪利歐兄弟Wii》之後宮本茂在訪談中聲明庫巴七人眾是庫巴子女的設定已經取消了。
最初在設定Koopa（クッパ）的名字時，製作小組選了三個韓式料理的名稱，分別是參考韓國料理的泡飯（국밥，Gukbap）、肉膾（육회，yughoe）和石鍋拌飯（비빔밥，bibimbab），而最後採用了泡飯（국밥）這個名稱，發音則修改成較偏日文發音的Kupa（쿠파），而台灣引進後將其音譯直翻為“庫巴”。在2017年作品《超級瑪利歐 奥德赛》中，在日式的庫巴城中出現漢字「空霸」的旗幟，是「庫巴」的日語諧音。
由於鮮明的形象與系列遊戲的熱賣，庫巴已是電子遊戲史上辨識度最高的經典反派之一，金氏世界紀錄也於2012年將庫巴列為電玩史最偉大的反派。此外，迪士尼動畫電影《無敵破壞王》中庫巴也於反派互助會上客串登場。

## 軍隊基本成員
- 栗寶寶（クリボー、Goomba）官庫巴軍隊的基本士兵。
- 慢慢龜（ノコノコ、Koopa Troopa）庫巴軍隊的烏龜族士兵，能躲進龜殼中盤旋攻擊，被庫巴的火焰擊中會變成碎碎龜。
- 紅色慢慢龜（あかノコノコ、Red Koopa Troopa）庫巴軍隊的烏龜族士兵，能迴避懸崖。
- 飛行龜（パタパタ、Koopa Paratroopa）官方譯為飛行龜。長翅膀並會飛的烏龜族士兵。
- 球蓋姆（ジュゲム、Lakitu）坐在雲上的烏龜士兵。特徵戴著很像蛙鏡的眼鏡。會投擲刺殼龜展開攻擊，在馬里奧賽車中是裁判。
- 鐵鎚兄弟（ハンマーブロス、Hammer Brothers）又譯鐵鎚龜。會扔鎚子的烏龜士兵。
- 卡美克（カメック、Magikoopa）又譯魔法諾庫。穿著藍魔法袍且持有法杖運用魔法的女性烏龜士兵。
- 鋼盔龜（メット、Buzzy Beetle）戴上黑色殼的庫巴軍隊士兵，能抵擋火球攻擊。
- 碎碎龜（カロン、Dry Bones）化骨的烏龜士兵。即使被踩碎一段時間後又會復活，永生不死，但後來被冰凍花冰凍後，丟入岩漿或牆壁會死亡。
- 炸彈兵（ボム、Bob-Omb）被踩踏後隔段時間會自爆的炸彈。在爆炸前能被瑪利歐拿起，用來當自己的武器。
- 嘿呵（Shy Guy）穿著類似消防員的紅色服裝，面具下的真面目似乎非常恐怖。
- 木喬（Snifit；官方翻譯為木喬）跟嘿呵很像，不過他的面具不是白色骷髏而是黑色O嘴巴的面具
- 害羞幽靈（テレサ、Boo）背對他時會偷偷靠過來，面對他時會停住並害羞摀臉。見到光會消失。
- 泡泡魚（プクプク、Cheep Cheep）。會跳出海面進行攻擊。
- 黃鼴鼠（チョロプー、Monty Mole）。會從地底突然蹦出來攻擊。
- 吞食花（パックンフラワー、Piranha Plant）庫巴所種的兇殘植物。在超級瑪利歐中潜伏在水管裡，超級瑪利歐3以後中開始有會吐火球的類型出現。
- 刺殼龜（トゲゾー、Spiny）殼上有無數尖刺的龜，通常被球蓋姆投擲攻擊瑪利歐。
- 花毛毛（Wiggler）一條黃色圓身體的毛毛蟲，生氣就會變成紅色。

### 庫巴七人眾
庫巴七人眾初登場於《超級瑪利歐兄弟3》，七人分別擔任第一至第七世界的Boss，其後又再度登場於《超級瑪利歐世界》，之後卻甚少出現（其中較著名的只有《瑪利歐與路易吉RPG》，而且完全沒有台詞），經過了好一陣子的沉默，終於在《新超級瑪利歐兄弟Wii》正式復出，並持續以Boss的身分登場於同系列的《新超級瑪利歐兄弟2》、《新超級瑪利歐兄弟U》，後來更在《瑪利歐賽車8》成為可操作的角色。庫巴七人眾的初始設定為庫巴的七個孩子，當時在歐美地區頗受歡迎，甚至出現了以他們七人為主角的卡通與漫畫，但是自《新超級瑪利歐兄弟Wii》之後庫巴與庫巴七人眾的親子設定已被宮本茂取消，目前確定沒有血緣關係，身分逐漸被定位為庫巴的手下。
起初庫巴七人眾的年齡以《超級瑪利歐兄弟3》中的登場順序由小至大作排行，後來以《新超級瑪利歐兄弟Wii》來確認年齡，但其實官方只公佈老么為拉里，大哥為洛德威格。其後出現的歐美卡通則與日本官方設定截然不同。日後在每作登場的遊戲裡，七人總是以不同的排列順序出場，自《新超級瑪利歐兄弟Wii》正式取消與庫巴的親子設定的同時，日本及歐美玩家統一以此作的登場順序作新版的年齡排行。
- 洛德威格（Ludwig Von Koopa）

老成又傲慢的大哥，既聰明又相當有才華，雖熱愛古典樂卻完全沒有這方面的天分。自從復出於《新超級瑪利歐兄弟Wii》後，往往是七人之中最後登場的壓軸，這顯示他是所有人之中實力最強大的。特徵是頭頂兩邊蓬鬆的藍髮、有一顆暴牙。名字影射德國古典音樂家貝多芬。
- 莫頓（Morton Koopa Jr.）

體型最壯碩的老二，與洛伊一樣以蠻力為武器。雙眉和頭髮各三根黑毛，臉部右側是白色的，左側則是和身體相同的深土色，並延伸至臉頰呈現星型。疑似歐美卡通或漫畫中"莫頓"這個名字是為了紀念庫巴的父親而故取的，因此英文名尾頭冠上"二世"。名字影射美國談話節目主持人小莫爾頓·道尼。
- 伊吉（Iggy Koopa）

以瘋狂科學家自居的老三，庫巴軍團中很多道具都是他發明的，例如機械庫巴。七人中最瘦最高的，並戴著一副大眼鏡。常以開玩笑的態度挑撥對方的輕浮人物，在戰鬥時很愛對瑪利歐等人挑釁。常和自己養的汪汪一同向敵人應戰。曾經有著和雷米一樣的彩色頭髮，再加上卡通的影響，常被誤認為雙胞胎，為了加以區分，自從復出於《新超級瑪利歐兄弟Wii》後，將髮型改以綠色的植物狀沖天炮髮型登場。名字影射美國搖滾男歌手伊基·波普。
- 溫緹（Wendy O. Koopa）

七人之中唯一的女生，有穿鞋子，排行老四。早熟、好強又帶有男孩子氣的女生，在戰鬥時卻令人意外的注重動作的優雅度。雖然是女孩卻沒有頭髮，取而代之的是她的大蝴蝶結。全身上下都帶著珠寶，其中的手環更是她的武器。名字影射美國搖滾女歌手溫蒂 O. 威廉斯。
- 雷米（Lemmy Koopa）

體型最嬌小的老五，無論行為舉止或聲音都相當的孩子氣，這使他成為年齡排行上最容易被搞錯的。卡通上設定與伊吉是雙胞胎兄弟，但正統的遊戲設定並非如此。雖然腦筋不大好，卻擁有相當驚人的平衡感，一天之中大部分的時間都踩在他的皮球上，就連武器也大多跟皮球有關。夢想是成為馬戲團選手，對於庫巴的野心毫無興趣。擁有彩色的頭髮，留有一條黃色的馬尾。名字影射英國搖滾樂團摩托頭的創始人萊米。
- 洛伊（Roy Koopa）

以蠻力為武器的老六，惡魔惡樣的太陽眼鏡是他的特徵。在《瑪利歐與路易吉RPG 紙片瑪利歐MIX》中戰鬥狀態時有懼怕溫緹甚至被她毆打的畫面。一身粉紅，包括臉部和眼鏡鏡框，曾經連龜殼也是粉紅色的，自從復出於《新超級瑪利歐兄弟Wii》後，龜殼被改為紫色，儘管如此，卻絲毫不減他那硬漢的形象。名字影射美國創作歌手羅伊·奧比森。
- 拉里（Larry Koopa）

年紀最小的老么。愛好各種運動，卻甚少出現於運動遊戲，《瑪利歐賽車8》算是幫他開了個頭。情緒控管方面似乎有點問題，每次見到瑪利歐等人都會暴怒。雞冠髮型和龜殼一樣是藍色的，後腦杓左邊也有個藍色星型圖案。名字影射美國電視節目主持人拉里·金。

### 庫巴的將軍
- 奔奔（Boom Boom）

在超級瑪利歐3D世界旋轉身體並雙手攻擊，並以隱身術當防禦。初登場於《超級瑪利歐兄弟3》，是新超級瑪利歐兄弟U的堡壘關主與超級瑪利歐酷跑的飛行船關BOSS。
- 碰碰（Pom Pom）

和奔奔長得相似的女烏龜，目前關係不明。武器為迴力鏢和手裏劍，也會忍者的分身術。初登場於《超級瑪利歐3D樂園》。
- 卡美克婆婆（Kammy）

美版譯名卡米。雖然與卡梅克很像，關係卻不明。目前只出現於《紙片瑪利歐》與《紙片瑪利歐RPG》。
- 卡美克（Kamek）

舊譯為魔法諾庫。庫巴族最強大的魔法師，掌管著一批軍隊。負責照顧年幼的庫巴，並擔任軍師一職。初登場於《超級瑪利歐世界》。

## 流行文化
在2018年9月13號任天堂發表的任天堂Switch《新 超级马里奥兄弟U 豪華版》的宣傳影片中，角色「奇諾比珂」得到了道具「超級皇冠」變身成公主的外型，這一個變身成公主的片段因馬來西亞同人繪師「haniwa」在Twitter發表《超级马力欧 奥德赛》的四格漫畫中，庫巴戴上了「超級皇冠」而變身成類似碧姬公主的女性角色
，因此引發了大量的創作熱潮，並得名「庫巴姬」（Bowsette）。